# نايف (دبي)
نايف هو حي يقع في إمارة دبي في الإمارات العربية المتحدة، بلغ عدد سكانه (53,752) نسمة في العام 2023 بكثافة سكانية تصل إلى (71,933) فرد/كم² بحسب بيانات مركز دبي للإحصاء. يتبع الحي منطقة ديرة وهو بمثابة منطقة تجارية وسكنية، وبالنظر إلى المناطق القريبة، فإن نايف أكبر حجما ويعتبر من أقدم المناطق. سكان هذه المنطقة هم بشكل رئيسي من جنوب آسيا.نايف لديه ثاني أعلى كثافة سكانية بين جميع المجتمعات في دبي (بعد حي عيال ناصر). يمكن الوصول إلى المنطقة عن طريق محطة مترو بني ياس بالإضافة إلى محطات مترو سوق الذهب والاتحاد وصلاح الدين التي تقع بالقرب منها. وجاءت تسمية نايف التي تعني الطويل العالي من شخص كان يحرس المنطقة في الماضي يقال له نايف.

## متحف نايف

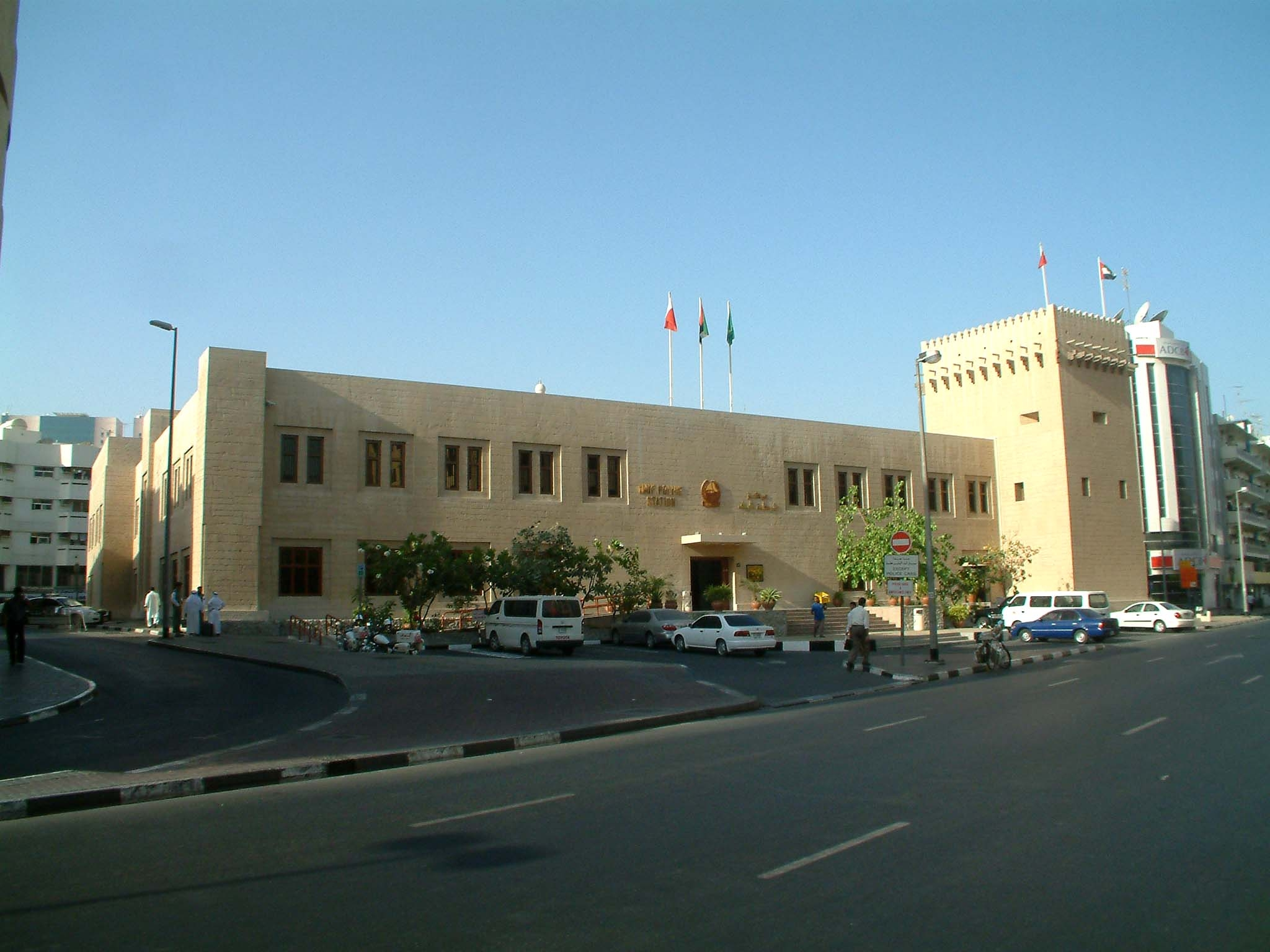
قلعة نايف

يعتبر متحف نايف من المعالم البارزة في المدينة. يقع المتحف ضمن قلعة نايف في أحد أجنحة مركز شرطة نايف، ويتألف من صالتي عرض. يعرض تاريخ شرطة دبي وتطورها من حيث اللباس والرتب والشارات والمعدات المستخدمة، إضافة إلى الوثائق التاريخية الصادرة منذ تأسيس شرطة دبي عام 1956.

## سوق نايف

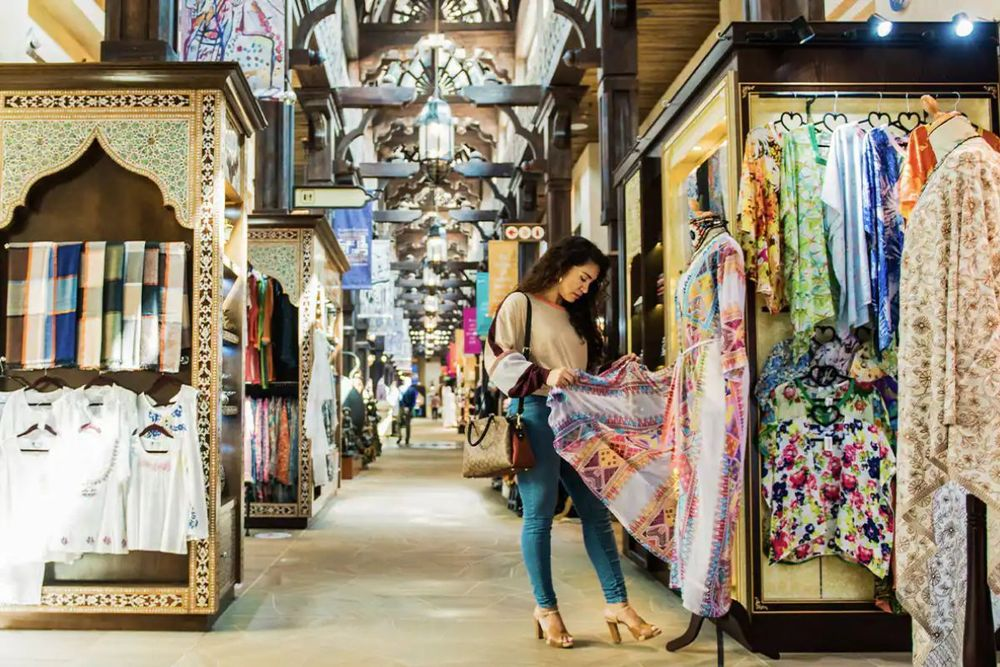
سوق نايف

سوق شعبي وهو عبارة عن مبنى مكون من طابقين أرضي وأول بالإضافة إلى القبو الذي يحتوي على مكاتب إدارية ومواقف سيارات، وتبلغ مساحة الطابقين الأرضي والأول 7543 متر مربع تضم العديد من المحلات التجارية والأكشاك والمقاهي، ويتميز تصميم السوق بالطابع التراثي التاريخي المنسجم مع تراث دولة الإمارات العربية المتحدة، بالإضافة لإحتواء السوق على العديد من التقنيات الحديثة التي تؤمن راحة الزوار وأصحاب المحلات.